# Fleuve Churchill
Pour la rivière du Manitoba, voir rivière Churchill.
Le fleuve Churchill (Churchill River en anglais) est un fleuve de Terre-Neuve-et-Labrador qui coule au Labrador sur 856 km vers l'océan Atlantique. Il était appelé fleuve Hamilton jusqu'en 1965.

## Toponymie

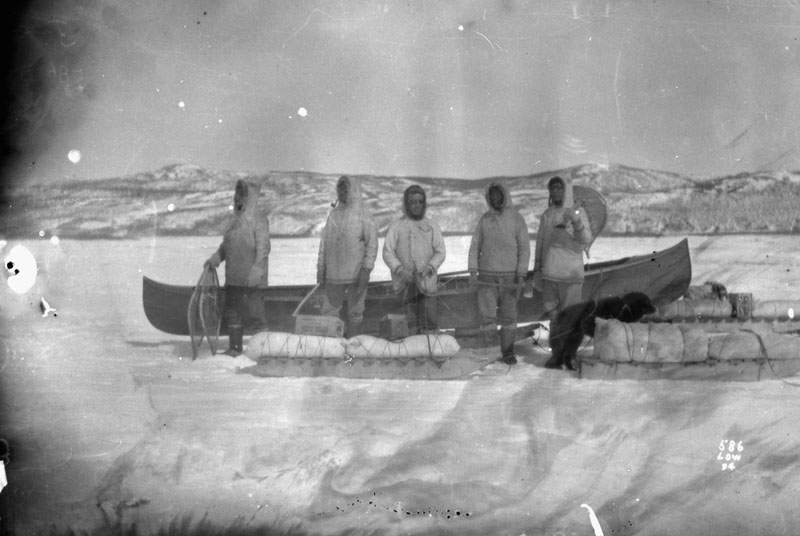
A.P. Low et son équipe en pique-nique sur le lac Winokapau, rivière Hamilton, Labrador, en 1894.

Ce fleuve était connu à l'origine sous le nom de "Mishtashipu" ou "Grande Rivière", par les Innus.
En 1839, John MacLean l'appela fleuve Hamilton d'après Sir Charles Hamilton, gouverneur de Terre-Neuve de 1818 à 1825.
Le 1er février 1965, le premier ministre de Terre-Neuve, Joey Smallwood renomme le cours d'eau en l'honneur du Premier ministre britannique Sir Winston Churchill, mort une semaine plus tôt.

## Géographie

### Parcours
Le fleuve Churchill coule depuis le réservoir Smallwood, au Labrador, vers l'océan Atlantique. Il est long de 856 km et draine un bassin de 79 800 km2. Son débit est de 1 620 m3 s−1.

### Hydrologie
- Réservoir Smallwood
- Chutes Churchill
- Lac Melville
- Gull Island
- Chutes Muskrat
- Océan Atlantique

## Développement hydroélectrique
Le fleuve Churchill dispose d'un potentiel hydroélectrique évalué à plus de 9 200 MW. Il est l'objet de multiples développements hydroélectriques complétés ou projetés :
- Dans le Haut-Churchill, la centrale de Churchill Falls, complétée en 1973, exploite une production hydroélectrique mesurée de 5 428 mégawatts. Le partage des revenus tirés de l'exploitation de la centrale de Churchill Falls est devenu une source de friction entre les provinces de Terre-Neuve-et-Labrador et du Québec. Hydro-Québec achète l'électricité de la centrale à un prix fixe minime, établi en 1969.

- Le développement hydroélectrique du Bas-Churchill a été entrepris en 2013 par la construction de la centrale hydroélectrique de Muskrat Falls, d'une puissance planifiée de 824 MW. Ce projet devrait être complété en 2021.

- Un autre développement est prévu dans le Bas-Churchill, une centrale de 2 250 MW près une île fluviale, Gull Island.